# غوردون غودوين
غوردون غودوين (بالإنجليزية: Gordon Goodwin)‏ هو عازف ساكسفون وعازف بيانو وملحن أمريكي، ولد في 1954 في Neal, Kansas ‏ في الولايات المتحدة.

## وصلات خارجية
- غوردون غودوين على موقع IMDb (الإنجليزية)
- غوردون غودوين على موقع ميوزك برينز (الإنجليزية)
- غوردون غودوين على موقع ديسكوغز (الإنجليزية)